# 懷斯山 (沙克爾頓海岸)
懷斯山（英語：Mount Wyss），是南極洲的山峰，位於沙克爾頓海岸，處於羅托伊蒂山以東6公里，屬於弗里蓋特山脈的一部分，海拔高度1,930米，美國地質調查局根據測量和美國海軍拍攝的空中照片繪入地圖，現時由南極條約體系管理。